# Ditassa duidae
Ditassa duidae là một loài thực vật có hoa trong họ La bố ma. Loài này được Gleason mô tả khoa học đầu tiên năm 1931.